# Josep Bonaplata
Josep Bonaplata i Corriol (Barcelona, 1795 – Buñol, 2 juni 1843) was een Catalaans industrieel ondernemer die bekend werd door de introductie van de stoommachine in Spanje.
Zijn ouders, Ramon Bonaplata en Teresa Corriol, waren werkzaam in de textielindustrie, met name in de sits. Zijn drie broers Salvador, Ramon en Narcís, richtten samen met hem en twee andere vrienden de fabriek El Vapor op.